# Pou de gel de s'Arrupit
El Pou de gel de s'Arrupit és un pou de gel del municipi de Tossa de Mar (Selva). Forma part de l'Inventari del Patrimoni Arquitectònic de Catalunya.

## Descripció
Es tracta de les restes d'un antic pou de gel de planta circular i sense coberta. Està situat prop de la ribera per a canalitzar fàcilment l'aigua i recollir el gel i en un vessant del puig,, per aprofitar el desnivell per en la construcció. Les seves dimensions són, aproximadament, 6 metres d'alçada i 4 d'amplada. Les parets de pedra són de mig metre d'amplada. Es conserven els forats d'un antic empostissat de fusta en tres nivells diferents al sector on s'arriba a la màxima altura. L'entorn està totalment emboscat i han nascut diversos arbres dins del pou.

## Història
És un antic pou de gel datat del segle xviii. Actualment està perdut i degradant-se contínuament. Fins i tot, a l'hora d'arranjar el camí que hi passa a la vora, se n'ha destruït una part i s'ha mig ensorrat l'interior. Si no s'hi fa cap intervenció de consolidació i neteja, només cal esperar que la filtració d'aigües acabi enrunant-lo totalment.